# Alain Gratien
Alain Gratien, né en 1972, est un joueur de basket-ball français. Il mesure 2,02 m.

## Clubs
- ???? - 1993 :  Limoges (N 1 A) espoir

- 1993 - 1994 :  Tarare (Nationale 2)

- 1994 - 1995 :  Chalon-sur-Saône (Pro B)

- 1995 - 1996 :  Vichy (Pro B)

- 1996 - 1999 :  Andrézieux (Nationale 2 puis Nationale 1)

- 1999 - 2000 :  Orléans (Nationale 1)

- 2000 - 2002 :  Longwy Rehon (Nationale 2)

- 2002 - 2004 :  Calais (Nationale 2)

- 2004 - 2005 :

- 2005 - 2006 :  Entente des 2 Caps (Nationale 2)

- 2006 - ???? :  Grande-Synthe (Nationale 3)

- 2022 - 2023 :  BCSM Saint Martin (D3)

## Palmarès
- Champion de France de Nationale 2 en 2002

## Équipe nationale
- Ancien international Militaire

## Sources
- Maxi-Basket
- Le journal de Saône-et-Loire